# Adam Cheng

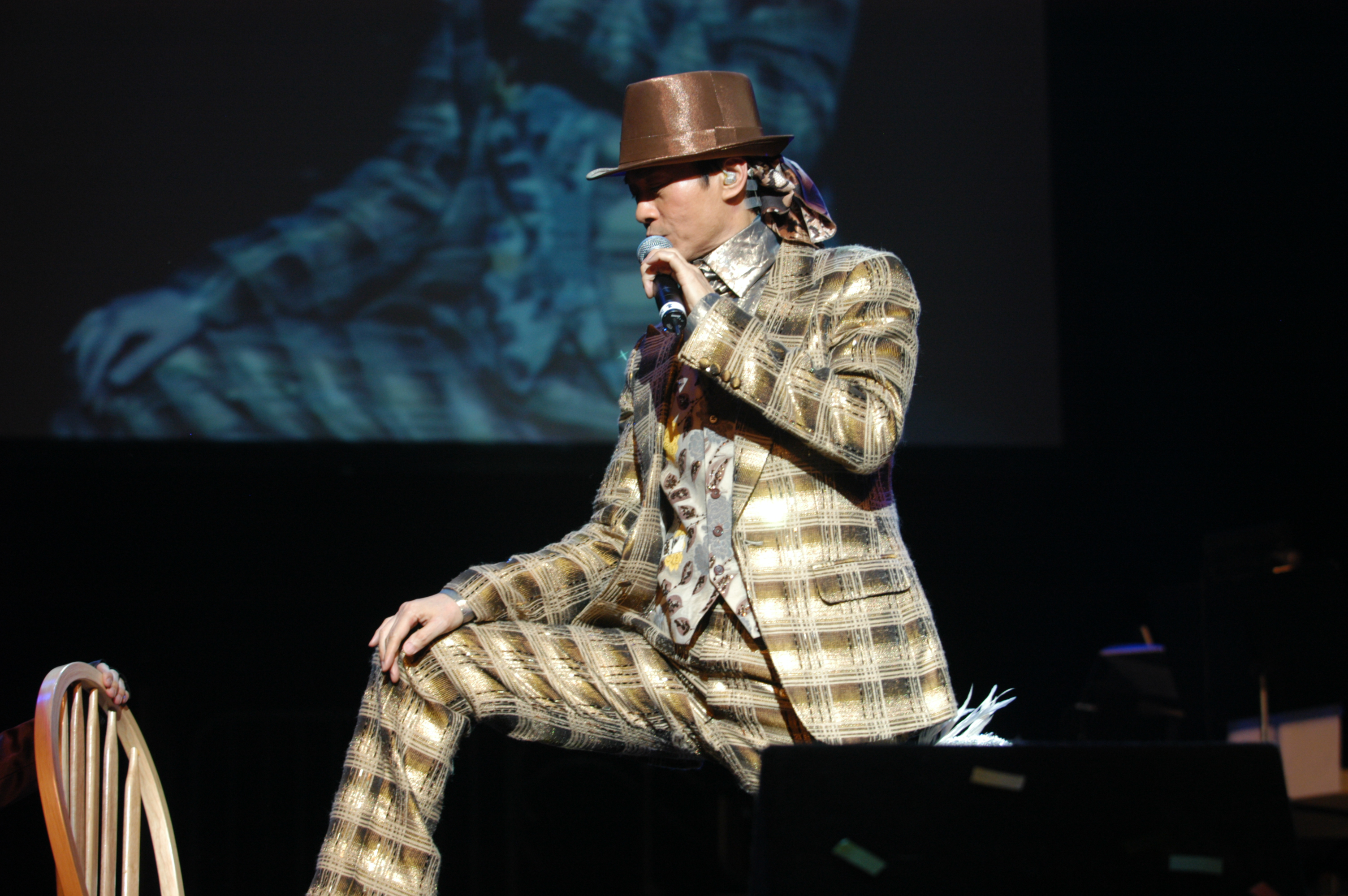
Adam Cheng en 2007.

Adam Cheng, de son vrai nom Cheng Siu-chau (鄭少秋, né le 24 février 1947), est un acteur et chanteur de cantopop hongkongais.
Après la série The Greed of Man, une légende urbaine appelée effet Ting Hai (d'après le nom du personnage qu'il interprète) prétend que les marchés boursiers mondiaux connaissent une chute à chaque nouvelle sortie d'une série avec lui en vedette.

## Biographie
Diplômé de l'Académie des arts de la scène de Hong Kong, Cheng commence sa carrière dans les années 1970 et devient célèbre en obtenant le rôle principal dans de nombreuses série wuxia sur TVB, adaptées des romans de Louis Cha et Gu Long, comme The Heaven Sword and Dragon Saber (en) et Chor Lau Heung (en). Il interprète également certaines des chansons des séries télévisées dans laquelle il joue, telles que The Greed of Man ou Cold Blood Warm Heart (en). Cheng travaille toujours sur des séries télévisées avec TVB à l'heure actuelle et est considéré comme l'un des acteurs vétérans ayant réussi à maintenir leur popularité.

## Effet Ting Hai
En 1992, TVB diffuse The Greed of Man, une série sur le thème de la bourse financière qui explore les stratégies de différentes personnes pour faire fortune sur le marché. Cheng y joue le personnage de Ting Hai qui fait fortune avec la vente à découvert au cours d'une baisse des cours. Beaucoup de gens font faillite tandis que la famille de Ting Hai devient plus riche jusqu'à ce qu'elle soit vaincue par son rival. Cheng devient associé dans la culture populaire à l'effet Ting Hai, nommé d'après le nom de son personnage. Cette légende urbaine prétend que les marchés boursiers mondiaux chutent à chaque sortie d'une nouvelle série avec Cheng en vedette.

## Vie privée
Les parents de Cheng sont tous deux professeurs d'université. Il a quatre filles. La plus âgée, Cheng On-yee, est issue d'un premier mariage secret qui s'est terminé en divorce. Il épouse l'actrice Lydia Shum en 1985 après 14 ans de relation. Ils ont une fille, Joyce Cheng (en), deux ans après leur mariage. Ils divorcent huit mois après la naissance de leur fille. En 1989, Adam épouse Koon Jing-wah avec qui il a deux filles, Winnie Cheng Wing-yan et Cecily Cheng Wing-hei.

## Filmographie

### Cinéma
| Année | Titre                                    | Rôle                 | Notes                 |
| ----- | ---------------------------------------- | -------------------- | --------------------- |
| 1980  | The Sword                                |                      |                       |
| 1981  | Shaolin contre Wu Tong                   | Chao Fung-wu         |                       |
| 1981  | Return of the Deadly Blade               |                      |                       |
| 1982  | Cat vs Rat                               |                      |                       |
| 1982  | La Mission fantastique                   | Le Chef des Amazones |                       |
| 1983  | Zu, les guerriers de la montagne magique | Ting Yin             |                       |
| 1983  | Lone Ninja Warrior                       |                      |                       |
| 1983  | The Denouncement of Chu Liu Hsiang       | Chu Liuxiang         |                       |
| 1984  | Lover and Sword                          |                      |                       |
| 1984  | General Invincible                       |                      |                       |
| 1988  | Gunmen                                   | Haye                 |                       |
| 1988  | Profiles of Pleasure                     |                      |                       |
| 1989  | Seven Warriors                           |                      |                       |
| 1989  | Path of Glory                            |                      |                       |
| 1993  | Painted Skin                             | Un érudit            |                       |
| 1993  | La Légende de Fong Sai-Yuk               | Chan Ka-lok          | Participation amicale |
| 1993  | La Légende de Fong Sai-Yuk 2             | Chan Ka-lok          |                       |
| 1994  | Drunken Master 3                         | Wong Kei-ying        |                       |
| 1994  | Shaolin Popey 2: Messy Temple            |                      |                       |
| 1994  | Shaolin Popeye 2 - Messy Temple          |                      |                       |
| 2001  | The Dark Tales                           |                      |                       |
| 2003  | Double Crossing                          |                      |                       |
| 2013  | Saving General Yang                      | Yang Ye              |                       |

### Télévision
| Année | Titre                                      | Rôle                  | Notes |
| ----- | ------------------------------------------ | --------------------- | --- |
| 1975  | God of River Lok                           | Cho Chik              | |
| 1976  | Chinese Folklore                           |                       | |
| 1976  | The Legend of the Book and the Sword       | Chan Ka-lok/Kin-lung  | |
| 1977  | The Great Vendetta                         |                       | |
| 1977  | The Kingdom And The Beauty                 |                       | |
| 1977  | Luk Siu-fung                               | Yip Koo-sing          | |
| 1978  | Vanity Fair                                |                       | |
| 1978  | The Heaven Sword and Dragon Saber          | Cheung Mo-kei         | |
| 1978  | One Sword                                  |                       | |
| 1979  | Chor Lau-heung                             | Chor Lau-heung        | |
| 1979  | Over the Rainbow                           | Wai Ching-lap         | |
| 1980  | Five Easy Pieces                           |                       | |
| 1980  | Odd Couple                                 |                       | |
| 1981  | Brothers Four                              |                       | |
| 1981  | In Love and War                            |                       | |
| 1981  | The Hawk                                   |                       | |
| 1981  | The Misadventure of Zoo                    | Chu Ga-chun           | |
| 1982  | The Switch                                 |                       | |
| 1983  | The Sandwich Man                           |                       | |
| 1985  | Chor Lau-heung                             | Chor Lau-heung        | |
| 1985  | The Legendary Prime Minister – Zhuge Liang | Chu-kot Leung         | |
| 1986  | Legendary of Wud                           |                       | |
| 1986  | The Legend of Wong Tai Sin                 | Wong Tai-sin          | |
| 1987  | Fate Takes a Hand                          |                       | |
| 1988  | Behind Silk Curtains                       |                       | |
| 1988  | Final Verdict                              |                       | |
| 1988  | Challenge of the Imperial Palace           |                       | |
| 1991  | Chronicles of Emperor Qianlong             |                       | |
| 1993  | The Greed of Man                           | Ting Hai              | |
| 1994  | Instinct                                   | Wong Tin              | |
| 1994  | Forty Something                            |                       | |
| 1995  | Chor Lau-heung                             | Chu Liuxiang          | |
| 1995  | Cold Blood Warm Heart                      | Ah Bong               | |
| 1995  | The Legendary Chin Lung 2                  |                       | |
| 1996  | Once Upon a Time in Shanghai               | Yu Chun-hoi           | |
| 1997  | Legend of YungChing                        | Yongzheng             | |
| 2000  | Divine Retribution                         | Ting Yeh              | |
| 2004  | Blade Heart                                | Ling Fung/Yu Man-fung | |
| 2004  | The Conqueror's Story                      | Lau Bong              | |
| 2005  | The Prince's Shadow                        | Ko Sing               | |
| 2006  | Bar Bender                                 | Tony Tseung           | Nommé au TVB Anniversary Award du meilleur acteur(Top 20) Nommé au TVB Anniversary Award du personnage masculin préféré (Top 20) |
| 2006  | Inside the Forbidden City                  |                       | |
| 2007  | Return in Glory                            |                       | |
| 2008  | The Book and the Sword                     | Qianlong              | |
| 2009  | The King of Snooker                        | Yau Yat-kiu           | |
| 2009  | God of Medicine                            |                       | |
| 2012  | Master of Play                             | Kan Siu Nam           | Nommé au My AOD Favourite Award du Top 15 des personnages                                                                        |
| 2018  | Ever Night                                 | Confucius             | [ 1 ] |